# Casă de zi, casă de noapte
Casă de zi, casă de noapte (în poloneză Dom dzienny, dom nocny) este un roman al scriitoarei poloneze Olga Tokarczuk. A apărut în 1998 la editura Ruta din Wałbrzych.